# باسكال شتوغر
باسكال شتوغر (بالألمانية: Pascal Stöger)‏ هو لاعب كرة قدم نمساوي في مركز الدفاع، ولد في 7 يوليو 1990 في النمسا. لعب مع نادي ريد بل سالزبورغ ونادي رييد.

## وصلات خارجية
- باسكال شتوغر على موقع قاعدة بيانات كرة القدم.إي يو (الإنجليزية)
- باسكال شتوغر على موقع بيانات كرة القدم. دي إي (الألمانية)